# Projekt 667B
Projekt 667B (v kódu NATO třída Delta I) byla třída raketonosných ponorek Sovětského námořnictva s jaderným pohonem. Třída představuje první verzi rozsáhlé skupiny celkem 43 raketonosných ponorek třídy Delta, tvořící od 70. let páteř sovětských námořních strategických sil.

## Stavba a uživatelé

Ponorka třídy Delta I

Vývoj ponorek projektu 667B byl zadán roku 1965 konstrukční kanceláři Rubin. Na rozdíl od předchozí třídy Yankee byly ponorky třídy Delta I vyzbrojeny střelami s výrazně větším dosahem a nemusely se tolik přiblížit k pobřeží USA, což by je činilo zranitelnými; Například nemusely proplouvat oblastmi sledovanými západním detekčním systémem SOSUS. Podobně jako jejich americké protějšky tak mohly nepřítele napadnout i během kotvení na základně.
Sovětské loděnice v Komsomolsku (8 kusů) a Severodvinsku (10 kusů) postavily celkem 18 ponorek této třídy. Do služby byly zařazeny v letech 1972–1977. V roce 1991 bylo v aktivní službě ještě 11 ponorek této třídy, přičemž poslední byly vyřazeny na sklonku 90. let.

## Konstrukce
Ponorky měly dvojitý trup rozdělený do 10 vodotěsných oddílů. Torpédovou výzbroj představovalo šest příďových 533mm torpédometů. Za bojovou věží bylo ve dvou řadách umístěno 12 balistických raket R-29 Vysota (v kódu NATO SS-N-8 Sawfly) s dosahem cca 7800 km, odpalovaných pomocí systému D-9. Střely nesly jednu jadernou hlavici o síle 800 kT TNT. Poháněly je raketové motory na kapalné pohonné látky.
Pohonný systém ponorek tvořily dva tlakovodní reaktory OK-700 a dvě parní turbíny TZA-635. Nejvyšší rychlost ponorek byla 16 uzlů na hladině a 24 uzlů pod hladinou.